# 富珠哩

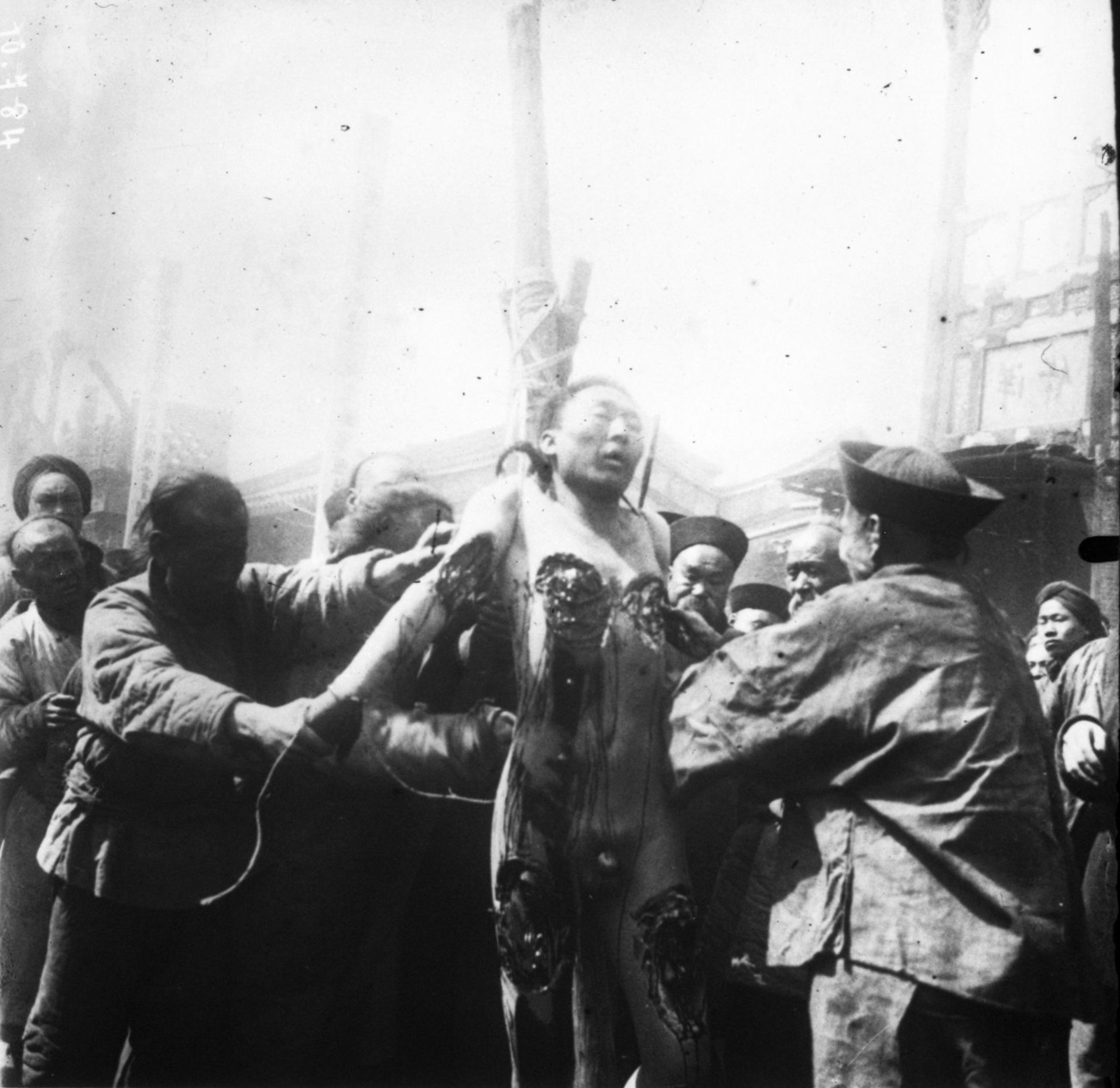
富珠哩被凌迟处死

富珠哩氏，本名不详（？—1905年4月10日），满族，清朝末年的蒙古奴隶。

## 生平
他是一个蒙古贵族王子的奴隶，在1905年的農曆除夕夜谋杀主人（有一說是該蒙古王子凌辱他的妻子）。起初蒙古方面决定判他火刑，即把油倒進口內，然後引火焚燒。但是光緒帝认为火刑太过残忍，于是判为凌迟处死。
1905年4月10日，富珠哩在北京菜市口受凌迟，过程被法国記者（一說是駐北京的法國士兵。根據辛丑条約，列強可以在自己的使館派駐士兵）拍了下來，是清末數次凌遲被拍下來的照片當中，最完整的一次。這些照片通過多個途經，包括明信片等方式流到國外，並刊登於報章上。因此从該年起，欧洲人开始关注凌迟，並向清朝施壓。在富珠哩的行刑兩星期後，凌遲與其他極刑一起廢除。

## 後續
雖然凌遲在1905年被廢除，但實際上可考的最後一次官方執行的凌遲處死為清末光復會會員徐錫麟，光緒三十三年五月廿六（1907年7月6日），他在刺殺安徽巡撫恩銘後被捕，審判後被凌遲處死。